# 1748
- Wikisource

| Calendário gregoriano                                                        | 1748 MDCCXLVIII                     |
| Ab urbe condita                                                              | 2501                                |
| Calendário arménio                                                           | 1197 – 1198                         |
| Calendário bahá'í                                                            | -96 – -95                           |
| Calendário budista                                                           | 2292                                |
| Calendário chinês                                                            | 4444 – 4445 Início a 30 de janeiro  |
| Calendário copta                                                             | 1464 – 1465                         |
| Calendário etíope                                                            | 1740 – 1741                         |
| Calendários hindus - Vikram Samvat - Calendário nacional indiano - Cáli Iuga | 1803 – 1804 1669 – 1670 4848 – 4849 |
| Calendário Holoceno                                                          | 11748                               |
| Calendário islâmico                                                          | 1161 – 1162                         |
| Calendário judaico                                                           | 5508 – 5509                         |
| Calendário persa                                                             | 1126 – 1127                         |
| Calendário rúnico                                                            | 1998                                |
| Calendário solar tailandês                                                   | 2291                                |

1748 (MDCCXLVIII, na numeração romana) foi um ano bissexto do calendário gregoriano, com 366 dias e as suas letras dominicais foram G e F, teve início numa segunda-feira e terminou numa terça-feira.
| Ano completo                            |
| --------------------------------------- |
| Ano bissexto com início à segunda-feira |

## Eventos
- 18 de Outubro - Assinatura do Tratado de Aquisgrão
- 20 de novembro - Francisco I, Imperador do Sacro Império Romano-Germânico e e agora Duque da Toscânia determina que a cidade de Florença passe a celebrar o dia de Ano novo a 1 de janeiro, a partir do ano 1750, em vez da data tradicional de 25 de março, dia da Anunciação e Encarnação de Cristo.
- Lisboa e grande parte do resto de Portugal é atingida por um terremoto de grande intensidade, de que existem referências escritas da época a mencionar grandes estragos.
- Torna-se autónoma a Ermida de São Lázaro, que em 1757 deu lugar à Igreja de São Lázaro, no Norte Pequeno, da Igreja de Santa Catarina, da Calheta.[1]
- A primeira versão portuguesa da Bíblia a partir da Vulgata Latina, traduzida por João Ferreira de Almeida. Almeida faleceu antes de concluir o trabalho, que foi finalizado por colaboradores holandeses.
- A capitania de São Paulo, no Brasil, é anexada à capitania do Rio de Janeiro, devido à sua decadência pela perda de território e dinamismo econômico, sendo restaurada em 1765.

## Nascimentos
- 6 de Fevereiro - Adam Weishaupt, fundador da organização dos Illuminati
- 15 de Fevereiro - Jeremy Bentham, filósofo utilitarista
- 10 de Maio - Louis Pierre Vieillot, naturalista francês (m. 1831)
- 7 de Outubro - Carlos XIII da Suécia, rei da Suécia de 1809 a 1818 e rei da Noruega de 1814 a 1818 (m. 1818)
- 11 de Novembro - Carlos IV de Espanha

## Mortes
- 1 de Janeiro - Johann Bernoulli, matemático (n. 1667)

## Por tema
- 1748 na ciência
- 1748 na literatura